# 4925 Zhoushan
4925 Zhoushan (tên chỉ định: 1981 XH2) là một tiểu hành tinh vành đai chính. Nó được phát hiện ở Đài thiên văn Tử Kim Sơn ở Nanjing, Trung Quốc ngày 3 tháng 12 năm 1981. Nó được đặt tên cho Chu San, một cảng Trung Quốc.